# Lepthyphantes perfidus
Lepthyphantes perfidus är en spindelart som beskrevs av Andrei V. Tanasevitch 1985. Lepthyphantes perfidus ingår i släktet Lepthyphantes och familjen täckvävarspindlar. Inga underarter finns listade i Catalogue of Life.